# Győri Kex
A Győri Kex a Republic koncertalbuma, a 2005-ös győri koncert felvételével. A CD-hez ajándék DVD-melléklet is tartozik.

## Dalok
Valamennyi dal Cipő szerzeménye, kivéve, ahol a szerzőséget feltüntettük.

### CD
1. Neked könnyű lehet
2. Ne meneküljek (Tóth Zoltán)
3. Nem kell félni (Boros Csaba–Bódi László)
4. Sose ébressz fel, ha más dala szól (Boros Csaba)
5. Születni kell…
6. Erdő közepében
7. Fényes utakon (Tóth Zoltán–Bódi László)
8. Engedj közelebb
9. Játssz egy kicsit a tűzzel (Patai Tamás–Bódi László)
10. Ezt a földet választottam
11. Könnyek helyett (Boros Csaba–Bódi László)
12. Jó reggelt kívánok
13. Ha itt lennél velem
14. A 67-es út
15. Woodstock virágai (Tóth Zoltán)
16. „16 tonna” fekete szén
17. Repül a bálna
18. Kék és narancssárga
19. Nem volt még soha így (Tóth Zoltán)

### DVD
1. Születni kell…
2. Sose ébressz fel, ha más dala szól (Boros Csaba)
3. Könnyek helyett (Boros Csaba–Bódi László)
4. Jó reggelt kívánok
5. 1. A 67-es út
  2. Jöjj hozzám bárhonnan (Boros Csaba–Bódi László)
6. „16 tonna” fekete szén

## Közreműködtek
- Tóth Zoltán – Fender Telecaster gitár, A90 Roland Master keyboard, zongora, ének, vokál
- Patai Tamás – Fender Stratocaster, Music Man silhouette gitárok, vokál
- Nagy László Attila – Premier dobok, Roland TD20, ütőhangszerek
- Boros Csaba – Rickenbacker 4001 basszusgitár, ének, vokál
- „Cipő” – ének, zongora
- Szabó András – hegedű
- Halász Gábor – Aria Sandpiper akusztikus gitár
- „Brúnó” Mátthé László – csörgők, kolompok
- Slamovits István, Szatai Gábor – vokál (Kék és narancssárga)
- a Győr környéki városok középiskolás diákjainak 300 fős kórusa

## Toplistás szereplése
Az album a Mahasz Top 40-es eladási listáján 25 hétig szerepelt, legjobb helyezése 2. volt. A 2006-os összesített listán az eladott példányszámok alapján 49., a chartpozíciók alapján 61. helyen végzett.